# St. Wigberti (Ichstedt)

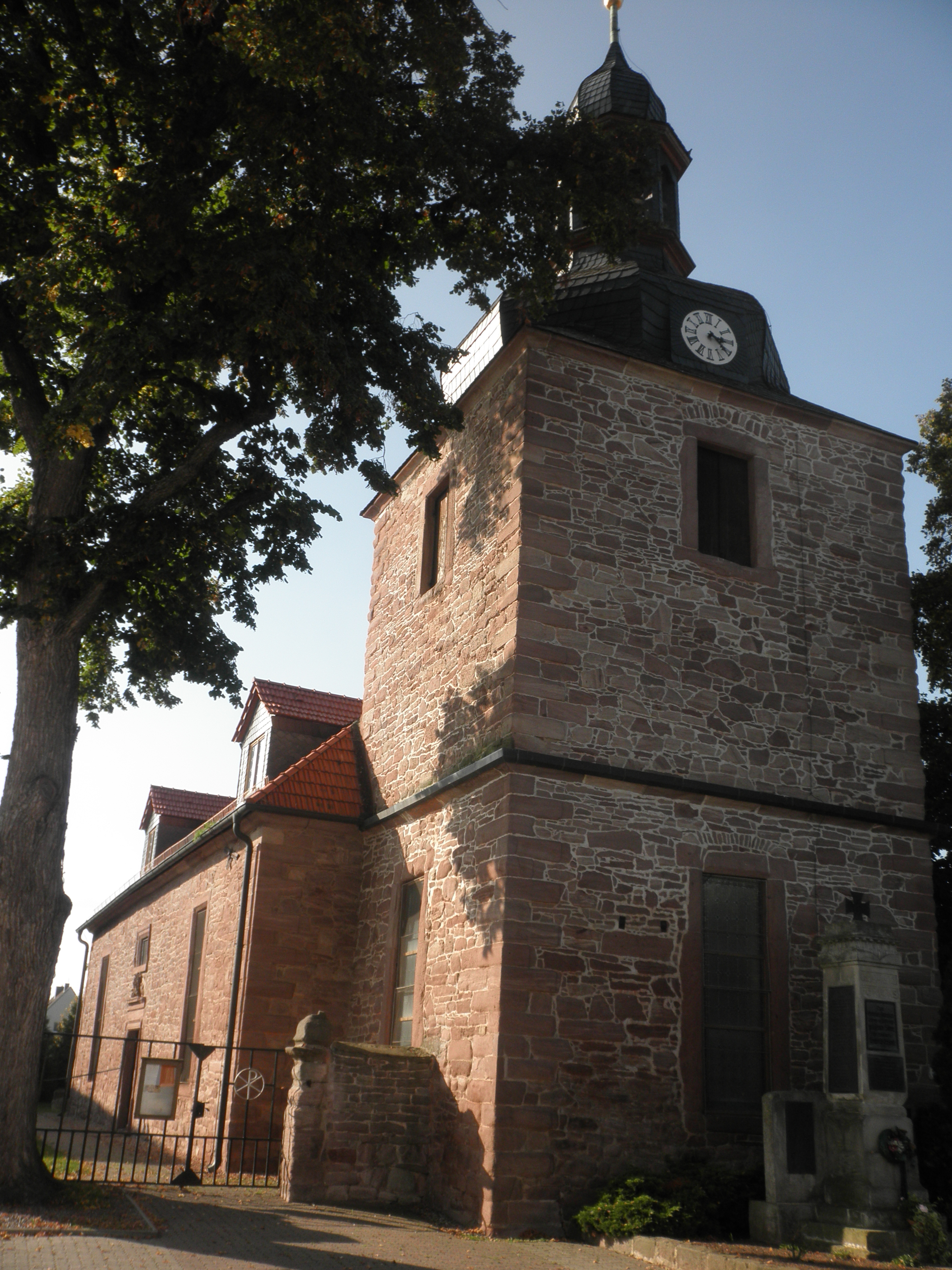
Ichstedt, St. Wigberti

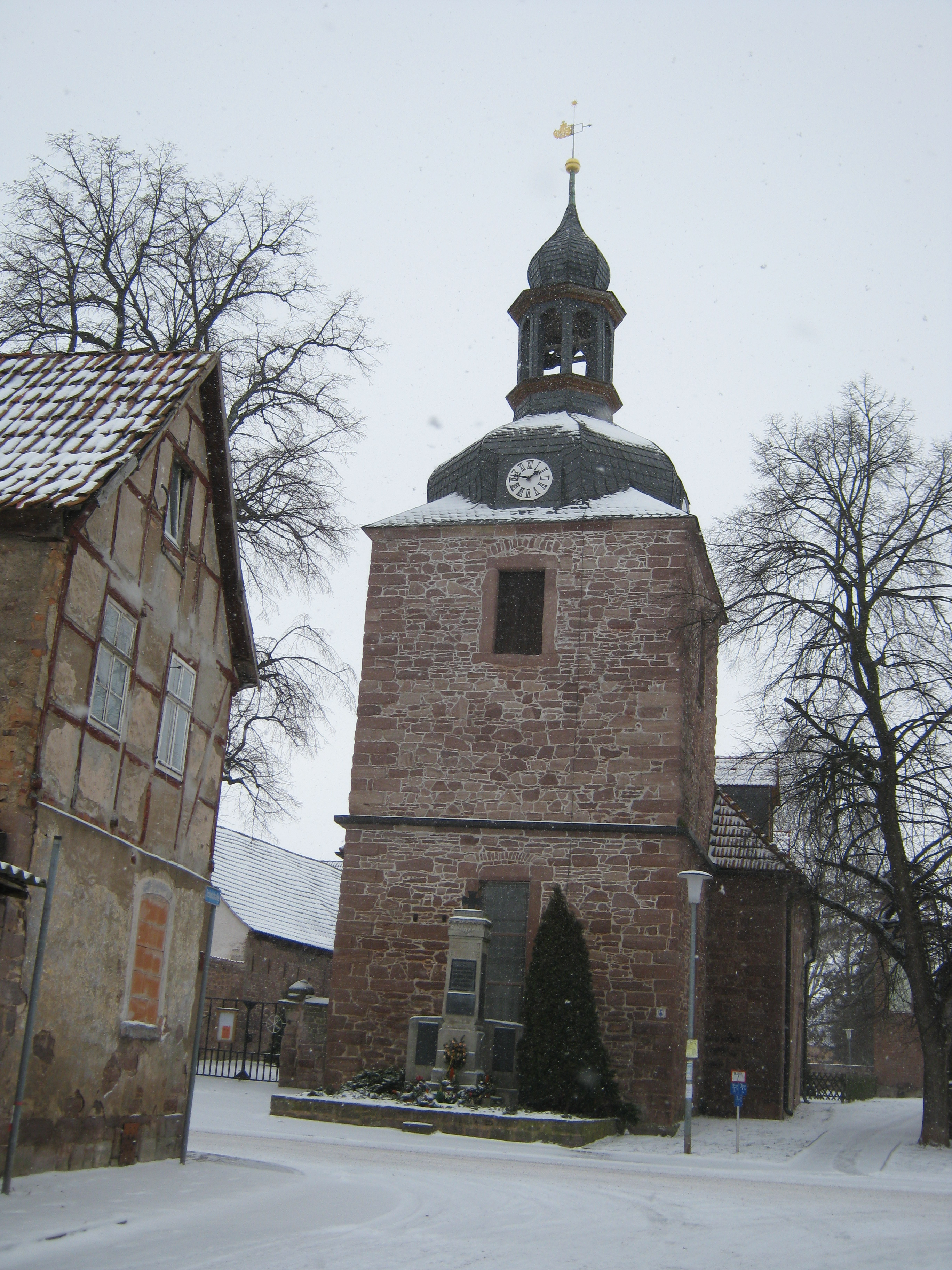
Ichstedt, der Kirchturm von Sankt Wigberti im Winter

Die evangelisch-lutherische Dorfkirche St. Wigberti steht im Dorfzentrum von Ichstedt, einem Stadtteil von Bad Frankenhausen/Kyffhäuser im thüringischen Kyffhäuserkreis. Die Kirchengemeinde Ichstedt gehört zum Pfarrbereich Bad Frankenhausen im Kirchenkreis Bad Frankenhausen-Sondershausen der Evangelischen Kirche in Mitteldeutschland.

## Beschreibung
Die aus Bruchsteinen gebaute Saalkirche ist mittelalterlichen Ursprungs. Das gestreckte Kirchenschiff in der heutigen Form wurde 1717 bis 1719 auf dem Platz der Vorgängerkirche neu gebaut. Der Chorturm hat auf dem Stumpf eines schiefergedeckten Pyramidendaches ein achtseitiges Zeltdach, auf dem eine offene Laterne sitzt.
Das Kirchenschiff ist mit dreiseitigen, zweigeschossigen Emporen ausgestattet und wird von einem hölzernen Tonnengewölbe überspannt. Der Chor ist mit einem Kreuzgratgewölbe bedeckt. Zur Kirchenausstattung gehört ein schlichter barocker Kanzelaltar aus dem frühen 18. Jahrhundert. Das Epitaph aus der 2. Hälfte des 16. Jahrhunderts zeigt den Verstorbenem von Hacke in Verehrung des Kreuzes. Seitlich davon befinden sich Pilaster mit Allegorien der Tugend. Als Bekrönung dient ein Relief, das die Auferstehung und drei weitere Tugenden darstellt.
Die Orgel mit 16 Registern, verteilt auf zwei Manuale und Pedal, wurde um 1870 von Julius Strobel gebaut.